# Мензель-Бузаян
Мензель-Бузаян (араб. منزل بوزيان) — місто в Тунісі. Входить до складу вілаєту Сіді-Бузід. Станом на 2004 рік тут проживало 5 595 осіб.